# Благой Ханджиський
Благой Ханджиський (мак. Благој Ханџиски) (1948), македонський державний діяч. Дипломат.

## Біографія
Народився 06 червня 1948 року в селі Володимирове, община Берово, Північна Македонія. Закінчив Університет св. Кирила і Мефодія в Скоп'є, електротехнічний факультет.
З 1974 по 1986 — займався науковою та викладацькою роботою.
З 1986 по 1990 — голова Ради освіти Македонії.
З 1990 — депутат македонського парламенту від партії СДС Македонії.
З 1994 — міністр оборони Республіки Македонія.
З 1997 по 1998 — міністр закордонних справ Македонії.
З 1998 — депутат парламенту Македонії.
З 2003 — Надзвичайний і Повноважний Посол Республіки Македонія в Афінах (Греція).